# Искам те
„Искам те“ е първият студиен албум на Рени. Албумът излиза в края на 1998 г. Издава и разпространява „Пайнер“. Албумът съдържа 10 песни.

## Песни
1. Искам те
2. Плакала съм нощем дълго
3. Леле, леле
4. Прости ми, мамо
5. Иманяр печалбар
6. Когато си изгубил любовта
7. Водопад от любов
8. Шепотът на сърцето
9. Лъжеш ме
10. Само с обич искам да живея

## Видеоклипове
| Видеоклип          | Премиера | Албум    | Режисьор |
| ------------------ | -------- | -------- | -------- |
| Искам те           | 1998     | Искам те |          |
| Плакала съм        | 1998     | Искам те |          |
| Шепотът на сърцето | 1999     | Искам те |          |

## ТВ Версии
| Видеоклип        | Албум    |
| ---------------- | -------- |
| Водопад от любов | Искам те |

## Музикални изяви

### Участия в концерти
- „Тракия фолк“ 1999 – изп. „Искам те“, „Плакала съм нощем дълго“, „Водопад от любов“, „Шепотът на сърцето“, „Лъжеш ме“ и „Само с обич искам да живея“